# 635
635 (DCXXXV) fue un año común comenzado en domingo del calendario juliano, en vigor en aquella fecha.

## Acontecimientos
- El nestorianismo llega a China.

## Nacimientos
- Pipino de Heristal, también llamado el Joven.
- Yi Ching, monje budista, viajero y traductor chino (m. 713). Fecha aproximada.